# Stephan Kuttner
Stephan Georg Kuttner (* 24. März 1907 in Bonn; † 12. August 1996 in Berkeley) war ein deutsch-amerikanischer Kirchenrechtler.

## Leben
Stephan Kuttner entstammte einem jüdisch-protestantischen Elternhaus und war der Sohn des Zivilrechtlers Georg Kuttner. An den Universitäten Frankfurt am Main und Freiburg im Breisgau studierte er Rechtswissenschaft. 1928 ging er zu dem Strafrechtler Eduard Kohlrausch nach Berlin. 1930 promovierte er bei Kohlrausch mit der Arbeit Die juristische Natur der falschen Beweisaussage. 1932 konvertierte er zum Katholizismus. Mit Kohlrausch wurde ebenfalls die Habilitation mit einem Thema über die Schuldlehre und die gedanklichen Ursprünge in der Kanonistik abgesprochen. Doch die nationalsozialistische Machtübernahme verhinderte die Habilitation. In Rom fand Kuttner eine Anstellung in der Biblioteca Vaticana. 1937 wurde er Professor an der Lateranuniversität. Durch die Einführung der Rassengesetze im faschistischen Italien wurde Kuttners Aufenthalt auch dort zunehmend gefährlicher. Den Ausweg brachte 1940 der Ruf an die Catholic University of America. 1962 wurde er in die American Academy of Arts and Sciences, 1964 in die British Academy, 1965 in die American Philosophical Society und 1975 in die Académie royale des Sciences, des Lettres et des Beaux-Arts de Belgique gewählt. 1964 ging er als Professor of Roman Catholic Studies an die Yale University. 1970 wurde er nach Berkeley berufen. Dort wirkte er bis 1988.

## Werk
Seine bedeutendsten Arbeiten sind die Kanonistische Schuldlehre von 1935 und das Repertorium der Kanonistik von 1937. Das Repertorium gab erstmals einen Überblick über die kanonistischen Handschriften Europas aus der Zeit zwischen 1140 und 1234. Es bildet bis heute eines der Hauptwerkzeuge eines über das Hochmittelalter arbeitenden Kanonisten. 1943 gründete er die Zeitschrift Traditio. 1955 errichtete er das Institute of Medieval Canon Law, das 1996 in Stephan Kuttner Institute of Medieval Canon Law umbenannt wurde. Papst Paul VI. berief ihn 1967 in die Kommission zur Ausarbeitung des neuen Codex Iuris Canonici. Kuttner erhielt mindestens siebzehn Ehrendoktorate in verschiedenen Ländern (unter anderem 1978 Ehrendoktor der University of Cambridge). 1969 wurde er mit dem Orden Pour le Mérite geehrt. Er war Mitglied der Medieval Academy of America und des Institut de France. Zu seinem sechzigsten Geburtstag erschien unter dem Titel Collectanea Stephan Kuttner (Bologna 1967) eine vierbändige Festschrift; zum achtzigsten Geburtstag widmete ihm die kanonistische Abteilung der Zeitschrift der Savigny-Stiftung für Rechtsgeschichte einen Band.

## Schriften (Auswahl)
- Die juristische Natur der falschen Beweisaussage. Ein Beitrag zur Geschichte und Systematik der Eidesdelikte, zugleich zur Frage einer Beschränkung der Strafbarkeit auf erhebliche falsche Aussagen. De Gruyter, Berlin 1931.
- Kanonistische Schuldlehre von Gratian bis auf die Dekretalen Gregors IX. Systematisch auf Grund der handschriftlichen Quellen dargestellt. Biblioteca Apostolica Vaticana, Cittá del Vaticano 1935.
- Repertorium der Kanonistik (1140–1234) = Prodromus corporis glossarum. Biblioteca Apostolica Vaticana, Città del Vaticano 1937.
- Gratian and the Schools of Law. 1140–1234. Variorum, London 1983, ISBN 0-86078-133-X.
- Studies in the History of Medieval Canon Law. Variorum, Aldershot 1990, ISBN 0-86078-274-3.